# Велингтон (Мисури)
Велингтон (енгл. Wellington) град је у америчкој савезној држави Мисури.

## Демографија
По попису из 2010. године број становника је 812, што је 28 (3,6%) становника више него 2000. године.
| Група             | 2000.       | 2010.       |
| Белци             | 760 (96,9%) | 765 (94,2%) |
| Афроамериканци    | 4 (0,5%)    | 8 (1,0%)    |
| Азијати           | 0 (0,0%)    | 0 (0,0%)    |
| Хиспаноамериканци | 14 (1,8%)   | 22 (2,7%)   |
| Укупно            | 784         | 812         |